# Josef Šmída
Josef Šmída, rozený Josef Školník (25. května 1919 v Hrošce – 7. července 1969 v Praze) byl český herec, režisér a dramatik, zakladatel divadélka Větrník.

## Mládí
Pocházel z movité rodiny. Jeho otec Josef Školník byl obchodníkem z Hrošky u Dobrušky, který zemřel v roce 1929. Matka (roz. Černá) se pak provdala za bratrance svého prvního manžela, po kterém převzal Josef jméno Šmída. Rodina bydlela ve vilce v Rychnově nad Kněžnou ve čtvrti "Na Sibiři". Otčím zemřel po třech letech. U matky se poté projevila duševní porucha a její otec Václav Černý si ji vzal na svůj statek v Pohoří u Opočna. Po třetím pokusu o sebevraždu byla převezena na psychiatrickou léčebnu, kde zemřela.
Šmída studoval na rychnovském gymnáziu. Po smrti matky zůstal v domě v Rychnově, zbytek domu byl pronajat řediteli školy, jehož manželka Šmídovi prala a vařila. Po maturitě byl v ročníku 1938/1939 zapsán na fakultu architektury ČVUT.

## Divadelní začátky
Po uzavření vysokých škol v roce 1939 se přihlásil do herecké školy E. F. Buriana v divadle D 34 a absolvoval pod Burianovým vedením režisérský kurz. Prošel také odborným školením režiséra Jindřicha Honzla, jemuž dělal v roce 1940 asistenta režie v Divadélku pro 99. Od roku 1941 pak byl zaměstnán jako pomocný střihač ve filmovém týdeníku Aktualita. V letech 1943–45 byl asistentem režie u Jiřího Frejky v pražském Národním divadle.

## Ve Větrníku (1941–1946)

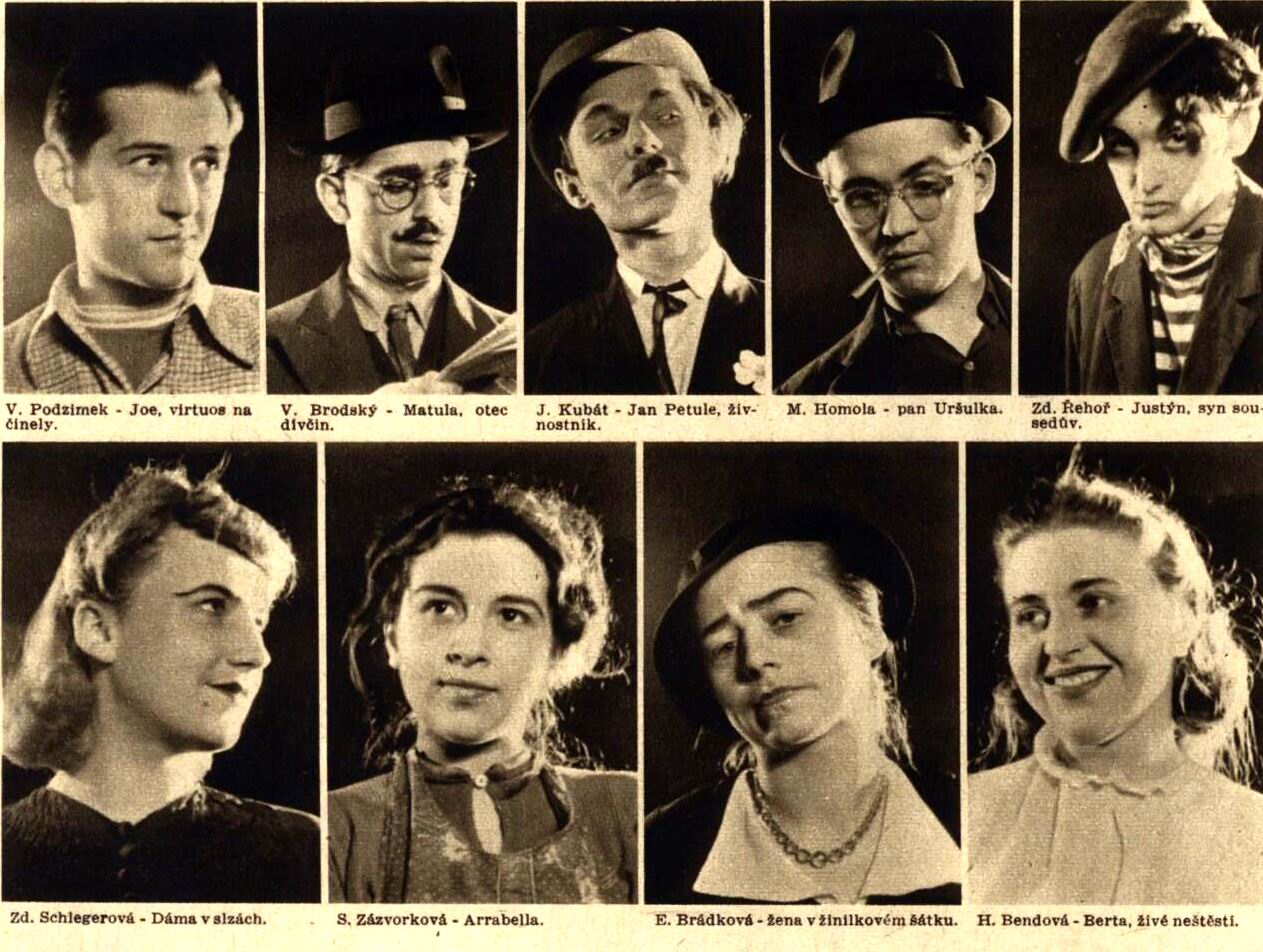
Divadlo Větrník, herci "Sentimentální romance", Větrník, 1943

V září roku 1941 navrhl vytvoření divadla Větrník, pro které vymyslel i jméno. Toto divadlo se stalo po likvidaci Burianova Déčka a Divadélka pro 99 scénou protioficiálně zaměřených mladých divadelníků. Šmída sestavil soubor z mladých herců, z nichž mnozí byli studenty soukromé herecké školy EFB. Ve Větrníku za války vystupovali např. Vlastimil Brodský, Zdeněk Řehoř, Zdeněk Dítě, Václav Lohniský, Zdeněk Míka, Stella Zázvorková a Zdeněk Stránský. Krátce zde vystupovali i konzervatoristé Jaromír Pleskot a Radovan Lukavský a později byli přijati Miroslav Homola a Gustav Heverle. Vlastimil Brodský přivedl do Větrníku i svoji tehdejší dívku Jaroslavu Adamovou, posluchačku 2. roč. konzervatoře.
Na konci války byl Šmída totálně nasazen v továrně na hasicí přístroje v Praze, ale souběžně připravoval se souborem třetí inscenaci Němcových soudniček. Po válce se soubor divadla stěhoval do sálu v Ženském klubu Ve Smečkách, později do Rokoka a Mozartea. V roce 1945 ve Větrníku hráli také Miroslav Horníček a Miloš Kopecký, kteří však odešli na konci první poválečné sezóny spolu s V. Brodským, V. Lohniským, S. Zázvorkovou a J. Adamovou do Divadla satiry. Na podzim 1946 bylo divadlo Větrník Ministerstvem školství a osvěty likvidováno.

## Činnost po roce 1946
Od září 1947 byl režisérem Severočeského národního divadla v Liberci. V roce 1948 se Josef Šmída zapsal na Filosofickou fakultu University Karlovy, obor divadelní věda. V sezóně 1948/1949 byl režisérem Divadla na Vinohradech. Později působil ještě v divadlech v Olomouci, Mladé Boleslavi (1951) a od ledna 1952 do roku 1954 v Městském divadle pro mládež v Praze (pozdější Divadlo Jiřího Wolkera), kde byl režisérem a lektorem. Zde v září 1952 před zkouškou hry „Tři zlí kmotři“ a v jejím průběhu došlo nevysvětlitelnému jednání J. Šmídy a byl převezen na psychiatrickou kliniku v Praze 2. V chorobopise uvedl, že do hry na místě vymyslel další postavu, odpovídající průběhu zkoušky – figuru Nešťastlivce z Ostrovského hry Les. V roce 1954 odešel do divadla v Benešově, v roce 1956 nabídl spolupráci divadlu E. F. Buriana, avšak byl odmítnut. V prosinci 1959 požádal Ústřední národní výbor hl. m. Prahy, aby mohl v bývalém divadle Akropolis zřídit experimentální divadlo, žádost však nebyla vyslyšena.
V sezóně 1960/1961 působil v Šumperku a mezi léty 1963–1965 na Kladně. V polovině 60. let působil také jako konzultant Ivana Vyskočila v Redutě. V závěru života pracoval v Krajském osvětovém středisku v Praze na Smíchově.

## Rodina
Ještě za války se ve Větrníku J. Šmída zamiloval do bývalé tanečnice z D40 Milady Matasové (1916–1966), tehdy vdané, která zde pomáhala při choreografii jedné z inscenací. Později si ji vzal za manželku a měl s ní dvě děti – syna Jana (nar. 8.12.1944, emigroval v r. 1968) a dceru Annu (nar. 2.1.1946 provdaná Habartová). Manželka pracovala naposledy v letech 1951–3 ve Škodových závodech v Praze, pak u ní propukla vážná duševní choroba.
V prosinci 1959 požádal Šmída o svoji hospitalizaci v psychiatrické léčebně v Praze 2, opakovaně pak i v letech 1962, 1963, 1965 a 1967, kdy zde pobyl vždy několik týdnů nebo měsíců. Jeho špatný psychický stav byl způsoben zoufalou finanční situací, nedobrými rodinnými poměry a nevyhovujícím pracovním zařazením. V závěru života pobírala jeho manželka invalidní důchod 300 Kčs, Šmída v roce 1967 částečný invalidní důchod ve výši 700 Kč.
Josef Šmída zemřel zesláblý a zcela vyčerpán v pražské nemocnici Na Františku na druhý srdeční infarkt dne 7. července 1969.

## Citát
| „                | A tu se objevil budoucí neobyčejně nadaný režisér Josef Šmída, který krátce spolupracoval s Honzlem ještě u Topičů. Z žáků Burianovy herecké školy sestavil pozoruhodný soubor, který byl pojmenován Větrník a začal na podzim 1941 hrát ve vyklizeném sálku u Topičů...Šmída, který se hlásil k Burianovu odkazu, směřoval osobitě ke klaunovsky komediálnímu projevu, ke grotesce svérázného ražení. | “ |
| — Ladislav Boháč | |   |

## Divadelní režie, výběr
- 1941 J. Šmída: Portrét Antonína Dvořáka, Větrník
- 1941 J. Šmída: Lancelot a Alexandrina, Větrník
- 1942 J. Pokorný: Písně Omara Pijáka, Větrník
- 1942 M. de Cervantes, M. Součková: Zázračné divadlo hraje Oidipa krále, Větrník
- 1942 J.Mahen: Husa na provázku, Větrník
- 1942 K. L. Immermann: Merlin, Větrník
- 1943 J. Š. Kubín, J. Šmída: Přiďte pobejt, Větrník
- 1943 Karel Schulz, J. Šmída: Peníz z noclehárny, Větrník
- 1943 František Němec: Sentimentální romance, Větrník
- 1944 F. Němec, J. Šmída: Nesentimentální romance, Větrník
- 1944 Jiří Brdečka: Limonádový Joe, Větrník
- 1945 Jaroslav Hašek: Dobrý voják Švejk, Větrník (216 repríz)
- 1945 M. Bontempelli: Cenerentola, Větrník
- 1945 A. Suchovo-Kobylin: Smrt Tarelkinova, Větrník
- 1946 Marc Connelly: Zelená pastviska, Větrník
- 1946 A. Dumas, K. Kučera: Všichni za jednoho-jeden za všechny, Větrník
- 1946 Jacinto Benavente: Do Prahy je cesta dlouhá, Větrník (8 repríz)
- 1947 Karel Poláček: Okresní město (Hra v karty), Severočeské národní divadlo Liberec
- 1948 Julius Fučík: V zemi, kde zítra již znamená včera, Severočeské národní divadlo Liberec
- 1948 Pásmo – Večer na paměť T. G. M., Severočeské národní divadlo Liberec
- 1948 J. Šmída: Před velikou cestou (Podobenství o životě a díle J.Čapka), Divadlo na Vinohradech
- 1948 E. Roblés: Dobyvatelé, Divadlo na Vinohradech (18 repríz)
- 1948 J. Šmída: Zpěv svobody a práce, Divadlo na Vinohradech
- 1949 Jiří Stano: Natalie, Divadlo na Vinohradech (20 repríz)
- 1949 Jevgenij Petrov: Útěk lorda Jakobse aneb Ostrov velkých nadějí, Komorní divadlo (44 repríz)
- 1953 Vladimír Goldfeld: Pohádka o Ivanu a Mášence, Městské divadlo pro mládež v Praze/Divadlo Jiřího Wolkera
- 1954 Molière: Lakomec, Městské divadlo pro mládež v Praze/Divadlo Jiřího Wolkera
- 1954 I. S. Turgeněv: Měsíc na vsi, Divadlo Benešov
- 1954 Miloslav Stehlík: Selská láska, Divadlo Benešov
- 1960 Václav Štech: Třetí zvonění, Severomoravské oblastní divadlo Šumperk
- 1963 František Němec, J. Šmída: Zrození dámy aneb dnes málem naposled, Divadlo Jaroslava Průchy na Kladně
- 1964 Václav Stýblo: Osvobozená revue (pásmo z textů V+W), Divadlo Jaroslava Průchy na Kladně
- 1964 Robert Thomas: Osm žen, Divadlo Jaroslava Průchy na Kladně (premiéra 6. června 1964 – poslední režie J. Šmídy)

## Literární dílo
- 1948 100krát nic umořilo osla. Kacířské listy o divadle – rukopis, nevydáno

## Divadelní osobnosti o Josefu Šmídovi
Jiří Brdečka
- Jak umírají slavná divadla? Některá vyblednou do ztracena zároveň s barvou doby, jiná zaniknou proto, že ochabnou síly hodináře, který udržoval v chodu jejich stroj. Tím hodinářem byl v případě Větrníku Josef Šmída, od dob Thámových jedna z nejtragičtějších postav českého divadla. Právě příčiny jeho zhroucení byly bezpochyby příliš soukromého rázu, než abychom je mohli hledat v poválečné atmosféře našeho divadelního světa. Šmída žil po rozpadu Větrníku ještě dlouhá léta, ale tak, jako žijí housle s vytrhanými strunami...Prý ve druhé půli čtyřicátých let Josef Šmída již neměl co říci. Což bylo, tuším, napsáno ještě za jeho života., přesněji řečeno za jeho živoření. Byl to nejkratší a nejkrutější nekrolog, jaký jsem kdy četl nad pohřbeným za živa. [13]

Jindřich Černý
- Jeho (Větrníku) vůdčí osobnost, v roce 1941 dvaadvacetiletý režisér Josef Šmída, jemuž jeho přátelé pro jeho vystupování i způsob oblékání říkali „český Mejerchold “, byl až k přecitlivělosti nervní, pragmatických kompromisů neschopný žák všech svých avantgardních učitelů, z nichž posléze nejvíc přimkl k Jiřímu Frejkovi s jeho programem básnivého, ale realisticky ukotveného divadla.[14]

Jan Grossman
- Šmída nachází a rozehrává kouzla „otevřeného“, nekukátkového jeviště. Zatímco se mnohde stále otřepává názor, že na divadlo patří jen texty pro divadlo určené, tedy dramata a nikoliv dramatizace, proměňuje Šmídova imaginace prozaické texty – třeba druhově odlišné, jako jsou Němcovy soudničky a Kubínovi podkrkonošské povídky – v plnokrevné, komediální, dynamické divadlo.[15]

- Šmída byl umělec nadaný velikou fantazií a zároveň umělec neobyčejně inteligentní a poučený. Měl obrovský dar improvizace a zároveň usiloval a chtěl usilovat o divadlo určité koncepce. Byl člověkem citlivým a byl bytostný melancholik, introvertní typ. V poválečném období našeho divadelnictví, plném proměn, přeměn a reorganizací – dobrých i mylných – se patrně nedovedl vlastní tvořivostí orientovat. Umírá předčasně.[16]

Miloš Kopecký
- Když jsem se v roce 1945 vrátil, šel jsem hned za Pepkem Šmídou a řekl jsem mu, že chci u něj hrát. Odpověděl, že proti tomu nic nemá, ale v této chvíli že naléhavě potřebuje někoho k oponě. A také ke gramofonu. Tahal jsem tedy nějaký čas oponu a díval se na umělce, jak hrají. Potom jsem pouštěl hudbu z desek. Bylo to náramné. Já pouštěl hudbu a komedianti tančili. Po dlouhé době mi bylo zase dobře.[17]

Stella Zázvorková
- V čele Větrníku po celou dobu jeho existence stál režisér a dramaturg Josef Šmída. Byl to mimořádně talentovaný režisér a především dramaturg.[18]